# أنطونيو فلوريس (اقتصادي)
أنطونيو فلوريس (بالإسبانية: Antonio Flores de Lemus)‏ (و. 1876 – 1941 م) هو اقتصادي، وسياسي، وأستاذ جامعي، وكاتب، وقانوني، وأستاذ متفرغ إسباني، ولد في خاين، توفي عن عمر يناهز 65 عاماً.

## مناصب
تولى منصب Member of the Consultative National Assembly ‏
.

## التعليم
تعلم في جامعة أوفييدو، وتعلم في جامعة غرناطة
.